# Johann Jakob Breitinger

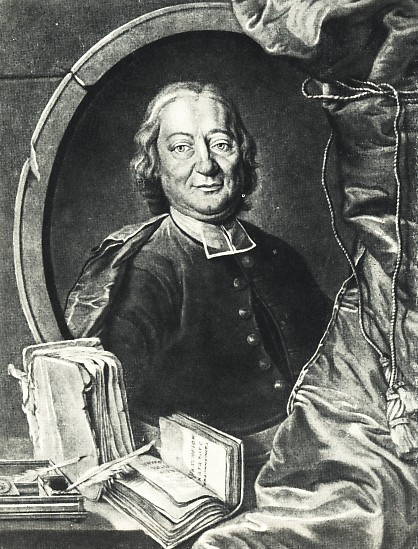
Johann Jakob Breitinger.

Johann Jakob Breitinger, född den 1 mars 1701 i Zürich, död där den 14 december 1776, var en schweizisk estetiker.
Breitinger, som var professor vid hemstadens gymnasium, var i förening med Bodmer verksam för utbredande av en "bättre" smak inom den tyska litteraturen och den så kallade schweiziska skolans ledare i den vittra striden mot Gottsched och hans anhängare. En avhandling av Breitinger, Kritische dichtkunst (1740), gav den närmaste anledningen till stridens utbrott. 